# Bylazora pilicostata
Bylazora pilicostata är en fjärilsart som beskrevs av Walker 1862. Bylazora pilicostata ingår i släktet Bylazora och familjen mätare. Inga underarter finns listade i Catalogue of Life.